# Hub Hendriks
Hubertus Wilhelmus Joseph Petronella (Hub) Hendriks (Tegelen, 6 maart 1928) is een Nederlandse beeldhouwer, medailleur en keramist.

## Leven en werk
Hendriks was leerling van onder meer Charles Eyck, Albert Meertens, Sef Moonen en Charles Vos. Hij was lid van de Culturele Raad van Limburg. Hij maakte als beeldhouwer veelal christelijk-religieus werk en als medailleur portretkoppen.

## Werken (selectie)
- 1953 Indië-monument in Belfeld
- 1954 Heilig Hartbeeld voor Abdij Ulingsheide
- 1954/55 Sint Jozef met kind in Tegelen
- 1958 reliëf van Oda in de H. Odakerk in Boshoven (Weert)
- 1962 beeld Don Bosco voor de parochiekerk van St. Johannes Bosco in Venlo[2]
- 1966 Tabernakel in de H. Michaëlkerk in 't Ven (Venlo)
- gevelplastiek Don Boscoschool aan de Leutherweg